# Немиза
Немиза — бог повітря, повелитель вітрів. Голова його увінчана променями і крилами, а на торсі зображена птиця, що летить. Легкий, як перо, він і сам інколи перетворюється на перо та качається у височині, відпочиваючи від турбот. Коли в саму жару легка прохолода раптом торкнеться чола — це Немиза ліниво змахнув крилом. Немиза дозволяє вітрам веселитися, не вмішуючись у їхні справи. Однак, якщо вони вже сильно посваряться і закрутять скажену карусель — вмішається і наведе порядок.